# 陳益源
陳益源（1964年—），台灣彰化人，文學家、漢學學者。中國文化大學中文系博士，現任國立成功大學中文系特聘教授。曾任金門大學人文社會學院院長、國立臺灣文學館館長、國際亞細亞民俗學會副會長、台灣中文學會理事長，主要研究為古典小說、民間文學、民俗學、東亞漢文學。

## 生平
出生於彰化縣福興鄉，畢業於中國文化大學中文系學士、碩士、博士，曾任國立中正大學中文系教授。
2015年接任國立臺灣文學館館長。2018年，金門大學人文社會科學院院長開缺，陳益源自成功大學借調金門2年，擔任該院院長。

## 研究領域
陳益源研究領域廣泛，對台灣民間文學貢獻良多。著名代表作為發現日治時代臺灣文學家賴和《善頌的人的故事》文末的石碑「八卦山義塚示禁碑」。另亦曾擔任雲林縣政府文化顧問、彰化縣政府文化顧問、電視節目《戲說臺灣》民俗顧問等職。

## 外部連結
- 學術成大 （页面存档备份，存于）